# Stazione di Akama
La stazione di Akama (赤間駅?, Akama-eki) è una stazione ferroviaria situata nella città di Munakata, nella prefettura di Fukuoka in Giappone. La stazione è servita dalla linea principale Kagoshima  della JR Kyushu.

## Linee e servizi ferroviari
JR Kyushu
■ Linea principale Kagoshima

## Struttura
La stazione è costituita da due marciapiedi a isola con quattro binari passanti in superficie. I marciapiedi sono collegati al fabbricato viaggiatori, posto sopra il piano del ferro, da scale fisse, mobili e ascensori. Sono altresì presenti tornelli automatici con supporto alla bigliettazione elettronica Sugoca e biglietteria presenziata.
| 1-2 | ■ Linea principale Kagoshima |  | per Orio, Kurosaki, Kokura e Mojikō |
| 3-4 | ■ Linea principale Kagoshima |  | per Kashii, Hakata, Tosu e Ōmuta    |

## Stazioni adiacenti
| «                          | Servizio                   | »                          |
| Linea principale Kagoshima | Linea principale Kagoshima | Linea principale Kagoshima |
| -------------------------- | -------------------------- | -------------------------- |
| Kyōikudaimae               | Locale                     | Tōgō                       |
| Kyōikudaimae               | Semirapido                 | Tōgō                       |
| Orio                       | Rapido                     | Tōgō                       |

- 1: Presso la stazione fermano anche alcuni espressi limitati Sonic, Nichirin Sea-gaya e Kirameki